# Wolfgang Brobeil
Wolfgang Brobeil (* 20. Februar 1911 in Straßburg; † 26. Januar 1981 in Mainz) war ein deutscher Journalist, Redakteur und Regisseur. Er gilt als Begründer des Zeitfunks im Hörfunk sowie des Fernsehens des Südwestfunks und der Karnevalsendungen im Deutschen Fernsehen.

## Ausbildung
Brobeil besuchte die Helmholtzschule in Frankfurt am Main. Nach seinem Abitur im Jahr 1929 entschied er sich für ein Studium in Vorbereitung auf einen journalistischen Beruf. In der Folge studierte er daher Germanistik, Geschichte, Kunstgeschichte, Nationalökonomie, Philosophie und Soziologie an der Friedrich-Wilhelms-Universität zu Berlin und an der Johann Wolfgang Goethe-Universität zu Frankfurt am Main. Mit seiner Dissertation, die Karl Mannheim als Doktorvater betreute und Norbert Elias vorbegutachtet hatte, promovierte er am 10. März 1936 bei Heinz Marr mit dem Thema Die Kategorie des Bundes im System der Soziologie zum Doktor phil. Sein Prüfer war Ernst Krieck.

## Arbeit
Ab 1934 war Brobeil freier Mitarbeiter des Nachfolgers der Südwestdeutsche Rundfunkdienst AG (SÜWRAG), des Reichssenders Frankfurt, für den er Berichte über die Themenbereiche Wirtschaft und Soziales verfasste. 1937 wurde er beim Reichssender Saarbrücken Reporter des Zeitfunks und Leiter des Sozialdiensts.
Während des Zweiten Weltkrieges war er ab 1940 als Kriegsberichterstatter eingesetzt und arbeitete für den Reichssender Berlin. In französischer Kriegsgefangenschaft agierte er von 1945 bis 1947 als Redakteur der in Paris erscheinenden Wochenzeitung Die neue Brücke und der Monatsschrift Die Brücke des Christlichen Vereins junger Männer (CVJM). Dabei berichtete er über deutsche Kriegsgefangene und deutsche Zivilarbeiter in Frankreich.
Ab 1. September 1948 wurde Brobeil vom Südwestfunk in Baden-Baden der Aufbau der Abteilung Zeitfunk übertragen. Vom 1. April 1949 an war er dort Reporter und Leiter der Abteilung Aktuelles, setzte versierte Funkreporter wie Roderich Dietze, Erwin Vater oder Rolf Wernicke ein – auch Paul Laven war wiederholt Gast.
Im Jahr 1952 hielt er sich ein Vierteljahr in den Vereinigten Staaten auf, um sich dort mit dem Medium Fernsehen zu beschäftigen. Nach Baden-Baden zurückgekehrt, begann Brobeil damit, neben seiner Tätigkeit als Abteilungsleiter des Zeitfunks im Hörfunk auch eine aktuelle und dokumentarische Fernsehproduktion des Südwestfunks aufzubauen. Mit der Leitungsfunktion und dem Aufbau des SWF-Fernsehens gab sich Brobeil nicht zufrieden, er wollte parallel dazu immer eigene Sendungen bestreiten oder Beiträge zu Sendungen liefern. Dabei vergrößerte er den Radius der Berichterstattung über das eigentliche Sendegebiet hinaus.
Als Reporter und Regisseur bevorzugte er politisch-soziologische Themen, widmete sich jedoch auch archäologischen Themen. 1953 produzierte Brobeil seinen ersten Film Bergsteiger am Battert.
Ab 1. April 1954 war Brobeil als Abteilungsleiter des Zeitfunks im Hörfunk und als Leiter der Produktionsgruppe Aktuelles im Fernsehen aktiv.

„Als das Fernsehen begann, drängten wir in das neue Medium, ohne den Hörfunk zu vernachlässigen. Es erwies sich, dass es kein besseres Vorbild für aktuelles und dokumentarisches Fernsehen gibt als den Hörfunk.“

Anfang der 1950er Jahre nahm Brobeil im Rahmen des Zeitfunks im Hörfunk Ausschnitte aus Karnevalssitzungen ins Programm auf, die bei den Hörern sehr beliebt wurden. Brobeil entwickelte daher die Idee einer Fernsehsendung zum jährlichen Höhepunkt der Fastnachtssaison, die als karnevalistische Gemeinschaftssitzung Mainzer Vereine geplant wurde. Aufgrund seiner Initiative und unter seiner Leitung startete am 17. Februar 1955 die Sendung Mainz, wie es singt und lacht. Vom Mainzer Carneval-Verein (MCV) und dem Mainzer Carneval Club (MCC) kamen anfangs die Ausführenden, darunter beispielsweise Herbert Bonewitz.

„Wir haben die Mainzer Karnevalssitzungen überhaupt erst exportfähig gemacht, indem wir sie aus ihrer lokalen, trivialen und obszönen Atmosphäre herausholten.“

Bei der Vorauswahl der karnevalistischen Beiträge nahm Brobeil den Stift zur Hand: Auf dem Programmzettel markierte er einen Kreis an allen Stellen, an denen das Publikum durch ein herzliches Lachen auf den Vortragenden bzw. die Darbietung reagierte. Blieb es hingegen beim Schmunzeln, galt dies als nicht fernsehreif.
Bei bedeutenden Konferenzen in Genf oder Paris agierte Brobeil wiederholt als Leiter des für die Berichterstattung zusammengestellten ARD-Teams. Er war auch Kommentator einer Vielzahl von Eurovisions-Sendungen.
Am 3. März 1956 sendete der SWF Brobeils Reportage über deutsche Juden, die sich in Israel angesiedelt hatten. Am 6. November 1956 kommentierte Brobeil zum politisch-psychologischen Hintergrund des Volksaufstandes in Ungarn. Ab 1. Juli 1961 war Brobeil Hauptabteilungsleiter Zeitfunk im Hörfunk und Fernsehen des Südwestfunks. Am 30. Juni 1962 schied er beim Südwestfunk aus, nachdem er von Karl Holzamer abgeworben worden war, und wechselte am nächsten Tag zum ZDF. Brobeil und Holzamer kannten sich sehr gut, Holzamer war seit den Gründungsjahren des SWF dessen Rundfunkratsvorsitzender gewesen.
Brobeil trug maßgeblich zum Aufbau des neuen Fernsehsenders und dessen Programms bei. Als Hauptabteilungsleiter Kultur und als stellvertretender Programmdirektor des ZDF zeichnete er für die Angebote für Kinder und Jugendliche und die Kultursendungen verantwortlich, in der Folge für jährlich rund 1.100 Fernsehsendungen in einem Umfang von etwa 30.000 Minuten.

„Am ZDF reizte es mich, mit 51 Jahren noch einmal am Nullpunkt beginnen zu können, wenn ich mir auch darüber klar war, dass ich aus Zeitgründen keine eigenen Sendungen mehr machen konnte.“

Im ersten ZDF-Jahrbuch (1962/64) schrieb Brobeil, dass Sendungen, die eine höhere Schulbildung voraussetzen, den Sinn des Massenmediums Fernsehen verfehlen. Er baute die ZDF-Hauptabteilung Kultur aus dem Nichts auf. Dabei konnte er sich der Unterstützung Holzamers sicher sein. Beide hatten dieselben hohen Ansprüche, wenn es darum ging, Lebenshilfe, Bildung und Kultur bürgerlicher Tradition in das Blickfeld der Massen zu bringen, die dem Medium Fernsehen ausgeliefert waren. Unter Brobeils Führung wurden Sendereihen entwickelt, die teils noch heute Bestand haben: Aspekte, Aus Forschung und Technik (heute: Leschs Kosmos), Der große Preis, Gesundheitsmagazin Praxis, Impulse, Jugend in der Bütt, Vergißmeinnicht (später: Aktion Sorgenkind bzw. Aktion Mensch)…
Per 31. Dezember 1975 ging Brobeil in Pension. Dennoch leitete er weiterhin die Übertragung der Karnevalsendungen Mainz bleibt Mainz, wie es singt und lacht. 1981 wollte er ein letztes Mal die Fernseh-Karnevalsendung leiten, doch das war ihm nicht mehr möglich. Er starb kurz zuvor im Alter von 69 Jahren an einem Schlaganfall. Der damalige ZDF-Programmdirektor Dieter Stolte würdigte ihn  „als einen der großen Pioniere des Deutschen Fernsehens, der wegen seiner fachlichen Kompetenz und charakterlichen Integrität ein Vorbild für viele Mitarbeiter des Rundfunks gewesen“ sei und bleiben werde. Der langjährige Sitzungspräsident der Mainzer Fernseh-Karnevalssitzungen, Rolf Braun sowie Karnevalist und „Gonsbach-Lerche“ Josef „Joe“ Ludwig würdigten den „Vater“ der Fernsehfastnacht.

## Ehrungen
- Für seinen ersten Film Bergsteiger am Battert erhielt Brobeil 1954 den 1. Preis des Internationalen Trento Film Festivals in Trient.[15]
- Vom Bundespräsidenten wurde Brobeil 1976 mit dem Verdienstorden der Bundesrepublik Deutschland 1. Klasse ausgezeichnet[16]. Er habe wesentlich beim Aufbau des Südwestfunk-Zeitfunks mitgewirkt und das Medium Fernsehen erfolgreich für die deutsch-französischen Beziehungen eingesetzt. Eine seiner Lebensaufgaben habe er darin gesehen, das Traditionsbewusstsein für karnevalistisches Brauchtum zu wecken und zu stärken.
- Auf dem Gelände des ZDF-Sendezentrums in Mainz wurde die Wolfgang-Brobeil-Straße nach ihm benannt.